# 柠檬苦素
柠檬苦素是枸橼、甜橙等柑橘属水果中苦味的主要成分，是一种柠檬苦素类化合物。柠檬苦素是一种类三萜化合物，分子中含有呋喃环和内酯结构，也被称作柠檬苦素D-环内酯。

## 备注
1. ↑  亦称柠檬苦素类似物、类柠檬苦素。